# لهجة آرانية
اللغة الآرانية (Aranés) هي لهجة من لهجات لغة غاسكوية (وهي جزء مجموعة اللغات القُسْطَانِيَّة أو الأُكْسِيتَانِيَّ). تستخدم في فال داران، منطقة كتالونيا في إسبانيا، حيث تعتبر لغة رسمية هناك.
تعتبر من اللغات المعرّضة للانقراض، حيث أنها تستخدم بشكل رئيسي من قبل الناس الأكبر سنّاً، هي تواجه مشكلة التماشي مع عصر النهضة؛ ولكنها تتمتّع بالمنزلة الرسمية مع اللغة الكتالانية واللغة الإسبانية في فال داران، ومنذ عام 1984 تدرس في المدارس.
حوالي 90 % من سكنة وادي آران يمكن أن يفهموا اللغة الآرانية، وحوالي 65 % يمكن أن يتكلّموها. أغلب الناطقين باللغة الآرانية هم طليقون أيضاً في اللغات الفرنسية، والإسبانية، والقطلونية.

## وصلات خارجية
- قاموس قاموس كتالاني - أراني